# Румянцев, Александр Григорьевич
Алекса́ндр Григо́рьевич Румя́нцев (род. 12 февраля 1947, Новогеоргиевск, Кировоградская область) — советский и российский врач-педиатр, академик РАН, доктор медицинских наук, профессор, заслуженный врач Российской Федерации, президент ФГБУ «Национальный медицинский исследовательский центр детской гематологии, онкологии и иммунологии им. Дмитрия Рогачева» Минздрава России. Почётный профессор кафедры онкологии, гематологии и лучевой терапии ФГБОУ ВО «Российский национальный исследовательский медицинский университет имени Н. И. Пирогова». Главный внештатный детский специалист-гематолог Минздрава России. Президент Национального общества детских гематологов и онкологов, член Президиума РАН (с 2017).
Из-за вторжения России на Украину находится в санкционных списках Евросоюза, США, Великобритании и ряда других стран

## Биография
В 1971 году с отличием окончил педиатрический факультет 2-го Московского ордена Ленина государственного медицинского института им. Н. И. Пирогова.
В 1976—1984 годах — ассистент кафедры педиатрии 2-го МОЛГМИ, в 1984—1986 годах — доцент, в 1986—1987 годах — профессор той же кафедры. В 1987—1991 годах — заведующий кафедрой поликлинической педиатрии института (явился организатором кафедры).
В 1977 году защитил диссертацию на соискание учёной степени кандидата медицинских наук по теме «Клиническая эффективность некоторых методов иммунотерапии острого лейкоза у детей». С 1978 года является главным внештатным детским специалистом-гематологом Минздрава СССР.
В 1984 году защитил диссертацию на соискание учёной степени доктора медицинских наук по теме «Острый лимфобластный лейкоз у детей (клинико-иммуноцитологические параллели, состояние иммунитета, тактика лечения и реабилитация)».
С 1987 по 1991 год — главный гематолог Минздрава СССР.
С 1989 года является председателем секции гематологов Московского общества детских врачей.
В 1991 году назначен директором Научно-исследовательского института детской гематологии (с 2005 года — «НМИЦ ДГОИ им. Дмитрия Рогачева»).
До 1991 года состоял в КПСС. С 1992 по 2004 год возглавлял Центральную методическую комиссию по педиатрическому образованию Минздрава России. С 1994 по 1997 год являлся заместителем председателя правления, с 1998 года — член правления Союза педиатров России. 20 февраля 2002 года избран членом-корреспондентом РАМН, 9 декабря 2011 года — действительным членом (академиком) РАМН. 30 сентября 2013 года стал действительным членом (академиком) РАН.
В 2004—2010 годах — заведующий кафедрой гематологии/онкологии и иммунологии с курсом поликлинической и социальной педиатрии в Российском государственном медицинском университете, в 2010—2012 годах — заведующий кафедрой онкологии и гематологии педиатрического факультета Российского национального исследовательского медицинского университета им. Н. И. Пирогова, с 2012 года по настоящее время профессор той же кафедры.
До 2019 года возглавлял «НМИЦ ДГОИ им. Дмитрия Рогачева»; после этого стал его президентом и научным руководителем.

### Семья
А. Г. Румянцев женат, имеет двоих детей. Дети, их мужья и жёны, а также племянники работают врачами. Всего в семье Румянцевых восемнадцать врачей.

## Научная деятельность
Автор более 650 научных работ, в том числе 45 монографий и руководств. Является главным редактором журналов «Вестник службы крови России» и «Педиатрия. Журнал имени Г. Н. Сперанского», членом редакционных коллегий журналов «Педиатрия», «Российский педиатрический журнал», «Вопросы практической педиатрии», «Вопросы диетотерапии в педиатрии», «Вопросы гематологии/онкологии и иммунопатологии в педиатрии», «Гематология и трансфузиология», «Российский журнал детской гематологии и онкологии», «Школа здоровья», «Трансфузиология», «Российский вестник перинатологии и педиатрии», «Russian Journal of Immunology». Член Фармацевтического комитета России, председатель Национального совета экспертов по иммунодефицитам, член Национального совета экспертов по редким заболеваниям, председатель правления Национальной ассоциации экспертов по редким заболеваниям (НАЭРЕЗ). Подготовил 70 докторов и 128 кандидатов медицинских наук.
Известен своими работами в области детской гематологии и иммунологии, медицинской экологии, интенсивной и амбулаторной педиатрии, подростковой медицины и организации здравоохранения, клинической физиологии и патофизиологии крови, регуляции кроветворения и иммунного ответа, патогенеза и лечения наследственных и приобретенных заболеваний крови у детей, интенсивной полихимиотерапии и иммунотерапии лейкозов. К наиболее значимым могут быть отнесены исследования, посвященные разработке методов диагностики и лечения болезней крови у детей, функциональных методов оценки клеток крови и костного мозга в норме и патологии, патогенетических методов лечения гнойно-воспалительных заболеваний, краш-синдрома, цитостатической болезни и аплазий кроветворения у детей, разработке и внедрению в практику адъювантных методов иммунотерапии лейкемии и рака мочевого пузыря, механизмам адъювантной иммунотерапии и регуляции противоопухолевого иммунитета идиотипическими антителами, иммунотерапии эндотоксического шока, программной полихимиотерапии и сопроводительному лечению миелодисплазий, аплазий кроветворения, лейкемий, злокачественных лимфом, гистиоцитозов и опухолей головного мозга у детей, клиническо-гематологическому и молекулярно-генетическому исследованию экологических катастроф в Киришах (Россия), Черновцах (Украина) и последствиям аварии на Чернобыльской АЭС (Брянская, Гомельская, Могилевская, Житомирская и Киевская области CCCP). Под его руководством выполнены фундаментальные исследования по механизму действия инкорпорированных радионуклидов на организм ребёнка в результате аварии на Чернобыльской АЭС.
Соавтор научных концепций механизма адъювантного ответа при иммунотерапии лейкемии, биохимического ограничения (толерантности) иммунного ответа при адъювантной иммунотерапии больных раком. Им проведены фундаментальные и прикладные исследования в области патогенеза, диагностики и лечения анемий, депрессий кроветворения и гемобластозов, организована служба детской гематологии/онкологии в России.
Автор руководств по клинической детской трансфузиологии и трансплантации гемопоэтических стволовых клеток у детей, им и его сотрудниками налажены диагностика и мониторинг онкологических заболеваний с помощью молекулярных зондов нуклеиновых кислот и их продуктов в сыворотке крови. Под руководством профессора Румянцева впервые в России выполнены трансплантации стволовых пуповинных клеток детям с первичными иммунодефицитами, гематологическими и онкологическими заболеваниями и организованы системные исследования материнского и детского микрохимеризма.
Организатор медицинской науки и практики. В течение многих лет он возглавлял в Российском государственном медицинском университете научные программы Государственного комитета Совета Министров СССР по науке и технике по лейкозам человека и животных и программы научно-исследовательские работы по ликвидации последствий Чернобыльской аварии, был членом научных советов АМН и Минздрава СССР по педиатрии, гематологии и онкологии. Участник ликвидации последствий аварии на Чернобыльской АЭС (1986—1987), организатор программы научно-исследовательских работ «Дети Чернобыля» в СССР (1990—1991) и России (1991—1995).
В 2022 году выступил за массовую вакцинацию детей от коронавируса.

## Политическая и общественная деятельность
В январе 2018 года был сопредседателем избирательного штаба В. В. Путина на президентских выборах.
На выборах депутатов Госдумы в 2021 года баллотировался по Черемушкинскому избирательному округу № 209. Во время предвыборной кампании активно поддерживался властями Москвы. Входит в «команду мэра Москвы» Сергея Собянина, возглавлявшего на выборах московский список «Единой России».
Согласно анализу «Диссернет» Румянцев участвовал в защите диссертаций с масштабными недокументированными заимствованиями.

## Санкции
23 февраля 2022 года внесён в санкционные списки стран Евросоюза за действия и политику, которые подрывают территориальную целостность, суверенитет и независимость Украины и еще больше дестабилизируют Украину.
24 февраля 2022 года включён в санкционный список Канады «близких соратников режима» за голосование о признании независимости «так называемых республик в Донецке и Луганске».
24 марта 2022 года, на фоне вторжения России на Украину, включён в санкционный список США за «соучастие в войне Путина» и «поддержку усилий Кремля по вторжению в Украину», Госдеп США заявил что депутаты Госдумы используют свои полномочия для преследования инакомыслящих и политических оппонентов, нарушают свободу информации, ограничивают права человека и основные свободы граждан России.
Позднее, по аналогичным основаниям, включён в санкционные списки Великобритании, Швейцарии, Австралии, Японии, Украины и Новой Зеландии.

## Награды
- 1978, 1983, 1994, 2007 гг. — лауреат премии 2-го МОЛГМИ (РГМУ) им. Н. И. Пирогова.
- 1978 — лауреат премии Академии медицинских наук СССР им. М. С. Маслова
- 1979 — лауреат премии Московского комсомола за научно-исследовательские работы в области гематологии и иммунологии.
- 1987 — отмечен Почетной грамотой Министерства высшего и среднего образования СССР.
- 1989 — награждён дипломом участника и серебряной медалью ВДНХ за разработку диагностики и иммунотерапии болезней крови у детей.
- 1990 — награждён почетной медалью Университета г. Монпелье (Франция).
- 1994 — награждён орденом Дружбы народов за научно-педагогическую деятельность[26].
- 2002 — награждён Почетными грамотами Государственной Думы РФ и Московской городской Думы.
- 2003 — лауреат Национальной премии «Призвание» лучшим врачам России в номинации «За создание нового направления в медицине» — за создание нового направления в медицине — детской онкогематологии и разработку нового международного протокола лечения рака крови у детей[27].
- 2004 — награждён медалью «За заслуги перед отечественным здравоохранением»
- 2007 — награждён знаком «Отличник здравоохранения».
- 2008, 2011 — удостоен премии Правительства Москвы в области медицины.
- 2015 — награждён орденом «Во славу Осетии» и медалью МЧС России «За содружество во имя спасения».
- 2019 — Орден «За заслуги перед Отечеством» IV степени[28]
- Государственная премия Российской Федерации в области науки и технологий 2021 года (9 июня 2022) — за разработку профилактических и клинических методов, направленных на предотвращение заболеваний, снижение смертности и увеличение ожидаемой продолжительности жизни граждан[29][30].
- 2022 — награждён знаком отличия «За заслуги перед Москвой»[31].
- 2024 — Большая золотая медаль РАН имени Н. И. Пирогова — за научные исследования в области детской онкологии, гематологии и иммунологии, за реализацию и внедрение инновационных научно-технологических и организационных решений в оказании специализированной медицинской помощи, снижении заболеваемости, инвалидности и смертности среди населения от генетических и онкогематологических заболеваний[32]